# Economia de processamento de plásticos

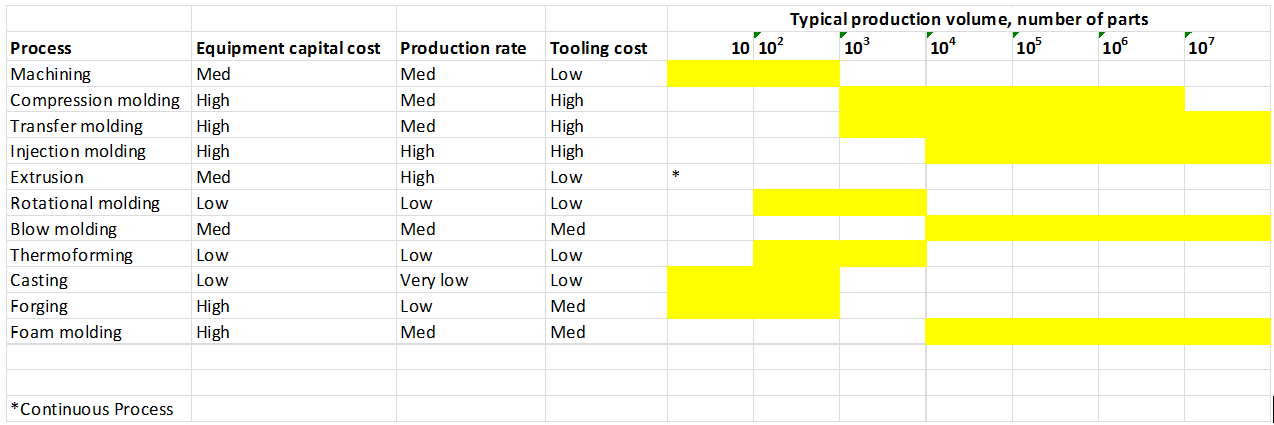
Figura 1

A economia da indústria de transformação de plásticos é determinado pelo tipo de processo. Os plásticos podem ser processados com os seguintes métodos: usinagem, moldagem por compressão, moldagem por transferência, moldagem por injeção, extrusão, rotação de moldagem, moldagem por sopro, termo formagem, fundição, forjamento, e espuma de moldagem. Os métodos de processamento são selecionados com base no custo do equipamento, taxa de produção, custo do ferramental e volume criado. Equipamentos e ferramental de custos elevados são métodos onde normalmente utilizados para grandes volumes de produção, enquanto que o de baixo a médio custo do equipamento e custo de ferramental são métodos nos quais utilizados para baixos volumes de produção. moldagem por compressão, moldagem por transferência e moldagem por injeção, forjamento, e espuma de moldagem tem equipamento de alto custo de ferramental. Menor custo: processos de usinagem, extrusão, rotacional moldagem por sopro, termo formagem, e de fundição. Um resumo de cada processo e o seu custo é apresentada a figura 1.
Processamento de Polímeros: Existem inúmeras maneiras para se processar um polímero, no entanto, devemos destacar os métodos de processamento por extrusão, injeção e sopro, que são os mais utilizados industrialmente em larga escala.
Extrusão: É utilizado para polímeros termoplásticos e elastômeros termoplásticos. A matéria-prima é amolecida é e sua saída é forçada através de uma matriz instalada no equipamento denominada rosca extrusora, produzindo um produto que conserva a sua forma ao longo de sua extensão, após seu resfriamento. Aplicação: fabricação de produtos flexíveis, como embalagens, sacolas, sacos e bobinas também conhecidos como filme, após o processo de extrusão, podem ser modelados no produto final com soldas e cortes e produtos rígidos ou semi-rígidos, como tubos, perfis, mangueiras e chapas.
Moldagem por injeção: É um processo de manufatura utilizado para produzir partes a partir de matérias primas como o termoplástico e o termofixo.
O processo de injeção de termoplásticos consiste na plastificação (derretimento) de um termoplástico na forma de grãos ou pó por meio de um cilindro de metal aquecido. Dentro deste cilindro encontra-se uma rosca transportadora reciprocante que plastifica o material acumulando ele na sua extremidade. Após esse processo o material é empurrado pela rosca e injetado dentro da cavidade de um molde projetado e confeccionado com as dimensões do produto a ser obtido. Após um período de resfriamento, a peça é extraída deste molde com suas dimensões desejadas.
Este é o processo mais usado atualmente para transformação de termoplásticos devido à sua rapidez, à diversidade de peças que podem ser obtidas e à precisão dimensional. Neste processo fabricam-se desde pequenas utilidades domésticas sem requisitos funcionais elevados, até peças automobilísticas ou aeroespaciais que demandam precisão dimensional e características funcionais elevadíssimas. Também são injetados desde minúsculas peças até para-choques de carros, painéis inteiros de veículos e caixas d'água.
Sopro: É um processo onde tem como características a utilização de matriz, molde, pré-forma e injeção de ar. A  matéria-prima  amolecida  pelo  calor  no canhão  da  extrusora,  é forçada  através  de uma  matriz  e  ou  fieira,  formando  uma mangueira.  Quando  o  molde  fecha  sobre esta  mangueira  é introduzido  uma  agulha onde o ar é soprado, forçando o material a ocupar as paredes ocas do molde formando a  peça.  Após  o  resfriamento  a  peça  é extraída.Uma das suas principais aplicações é para a confecção de garrafas pet's.
RECICLAGEM
Todos os termoplásticos podem ser reciclados, como exemplo do PET (Poli tereftalato de Etila) e o Polipropileno, pois quando aquecidos podem voltar para a sua forma original, já os termorrígidos não voltam para sua forma original quando aquecidos, como por exemplo o poliuretano e o poliéster. Antes de ser implantado um sistema de reciclagem é necessário que se estude e se desenvolva um projeto detalhando todas as fases de procedimento, desde a coleta do material, sua separação e sua destinação. Alguns aspectos são fundamentais na elaboração desse projeto, como, viabilidade executiva, econômica e ecológica.
No que se refere a viabilidade executiva, é um ponto importante a ser considerado na coleta seletiva é se determinar como será e onde será feita a coleta, devendo os locais escolhidos ter o material que comporte o respectivo trabalho. Outro ponto é quem deverá executar tal coleta. Já quando se trata de viabilidade econômica, é evidente que em alguns casos se justifica um certo prejuízo na reciclagem dos plásticos, em benefício da maior vida útil dos aterros sanitários, visando a poluição causada por incineradores e a própria proteção das áreas aterradas, pois o plástico não se decompõe, complicando um natural ciclo ecológico. O certo é que a coleta seletiva seja executada por empresas especializadas no aproveitamento dos diversos materiais recicláveis, mediante autorização expressa do poder público que deve agir como órgão fiscalizador. Esta é a conclusão colhida face aos problemas existentes em muitas cidades do primeiro mundo. E por fim, a viabilidade ecológica, onde se deve incentivar a economia privada na execução dos serviços de coleta seletiva dos plásticos parece a melhor política a ser seguida pelos administradores municipais, com consequências realmente positivas para a proteção do meio ambiente.
PROCESSO DE RECICLAGEM DO PLÁSTICO: Na reciclagem do plástico é possível economizar até 50% de energia com o uso de plástico reciclado. 
Existe o mercado da reciclagem primária, que consiste na regeneração de um único tipo de resina separadamente. Este tipo de reciclagem absorve 5% do plástico consumido no país e é geralmente associada à produção industrial. Um mercado crescente é o da reciclagem secundária, um exemplo desse produto é a chamada madeira plástica, feita com a mistura de vários polímeros reciclados. No que se refere à reciclagem terciária, coincide na aplicação de processos químicos para recuperação das resinas dos plásticos, fazendo as mesmas voltarem ao estágio molecular inicial. 

## Aspectos de transformação de plásticos

### Plásticos degradáveis
Plásticos oxi-degradáveis : estes são os plásticos à base de petróleo, com aditivos, tais como os metais e metais de transição, os sais que promovem o processo de fragmentação do plástico, quando expostos a um ambiente específico, tais como alta temperatura ou rico em oxigênio, por um período prolongado de tempo. A fragmentação expõe uma maior área de superfície de plástico para colônias de bactérias que, eventualmente, decompõem o polímero em seu mais baixo estado de energia, componentes: dióxido de carbono e água.
Alguns aspectos a ter em conta em relação a este método para o descarte do fim de vida dos plásticos são:
- O tipo de polímero: experimentos realizados por Chiellini et al. confirmou que as bactérias são apenas capazes de decompor-se de baixo peso molecular de polímeros (pelo menos, a uma taxa que pode ser apreciado).[3]
- Condições ambientais: o tempo de fragmentação/degradação varia de acordo com as condições que nem sempre são controláveis.
- Material potencial para ser reciclado: esta característica irá ser comprometida, uma vez que o polímero durabilidade ou resistência será afetado pela aditivos que aceleram a fragmentação.

A classificação de um polímero bio-degradável requer especificações sobre esses aspectos.
Importância econômica são aspectos que precisam ser considerados, quanto ao descarte de polímeros degradáveis incluem:
- Custos de aterro de resíduos:[4] se os plásticos representam um significativo percentual dos resíduos em uma região específica, fabricação de plásticos biodegradáveis tem propriedades onde podem ser mais rentável e ecologicamente amigável do que simplesmente eliminar um plástico não degradável.[5] Utilizando polímeros degradáveis, os custos de transporte de resíduos, aterros de manutenção, novo aterro, escavação e controle de risco ambiental pode ser evitado.
- Tempo de vida de plástico potencial: processos, tais como a recuperação de energia de plástico por incineração ou tratamento biológico e a recuperação de materiais por reciclagem tem que ser levado em conta no momento de avaliar a viabilidade de fabricação de polímeros degradáveis.

### Contentores de plástico reutilizáveis
A implementação de reutilizáveis recipientes de plástico surge como consequência da preocupação com a sustentabilidade e impacto ambiental. O uso de embalagens recicláveis  de plástico é ambientalmente benéfico, porém é mais caro. A adoção de contentores de plástico reutilizáveis será no valor aproximado de aumento anual de 0.058 euros/kg, de produtos entregues. O custo associado com as  embalagens de plástico reutilizáveis  são: custos de compra, custos de transporte, mão de obra/despesas de manutenção, custos de gerenciamento e custos resultantes de perdas. Embalagens de custos de aquisição engloba o custo dos recipientes, bem como qualquer serviço associado a custos. Este custo é recorrente, mas é relevante apenas uma vez a cada 50 ciclos, que é o tempo de vida típico de contentores de plástico reutilizáveis. Um ciclo consiste em fase inicial de processamento de recipientes de plástico de todo o caminho para o uso e a reciclagem desses recipientes para os consumidores. Os custos de transporte são um pouco mais altos para os contentores de plástico reutilizáveis, como em relação ao tradicional uso de  embalagens de plástico descartáveis, em que estes recipientes reutilizáveis terão necessidades adicionais de transporte para instalações de reciclagem. Embalagens de plástico reutilizáveis, também, exigem o trabalho de carga e descarga de caminhões, bem como inspeção de qualidade, isso adiciona custos adicionais de trabalho. Gestão de custos existe porque reutilizáveis recipiente de plástico de contagem de estoque precisa ser gerenciado. O custo final de contentores de plástico reutilizáveis é o custo incorrido quando os pacotes são perdidos ou se há erros no sistema de gestão. A figura 2 fornece um resumo detalhado dos custos associados com a adoção de contentores de plástico reutilizáveis.

### A incineração de plásticos
Reciclagem de plásticos apresenta a dificuldade de manipulação de plásticos misturados, como não plásticos são normalmente necessárias para manter as propriedades desejáveis. A mistura de plásticos resultados na diminuição das propriedades do material, até mesmo com apenas uma pequena percentagem de polipropileno misturado com polietileno de produção de um plástico com uma redução significativa da força de tração. Uma alternativa para a reciclagem desses plásticos e aqueles que não podem ser facilmente reciclados, tais como plásticos termorrígidos e a utilização de degradação para quebrar os polímeros em monômeros de baixo peso molecular. Os produtos deste processo pode ser usado para fazer polímeros de alta qualidade, no entanto a energia armazenada no polímero é perdida durante este processo.
Uma alternativa econômica de descarte de plásticos é joga-los em um incinerador. Incineradores capazes de queimar corretamente os polímeros precisam de significativo investimento de capital, a energia produzida compensa o impacto econômico. uma vez que a maioria dos plásticos são produzidos a partir do petróleo, suas moléculas são constituídas exclusiva ou principalmente de carbono, oxigênio, hidrogênio e átomos. Com um projeto adequado, um incinerador pode queimar completamente estes plásticos permitindo que a recuperação de energia armazenada das matérias-primas originais do petróleo não escapem de algum modo durante os processos, tais como degradação. Alguns polímeros contêm cloro ou nitrogênio , que pode resultar em indesejáveis produtos de combustão, no entanto, o uso de purificadores pode remover esses produtos. O resultado final é que muitos polímeros tenham queima mais limpa do que o carvão e tão limpo como a maioria dos óleos.